# Nebula-díjas kisnovellák
A Nebula-díjas és a díjra jelölt kisnovellák (7500 szónál rövidebb írásművek) listája.
| Év   | Győztes | Jelöltek |
| ---- | --- | --- |
| 2012 | Immersion írta: Aliette de Bodard                                                                             | - Robot írta: Helena Bell - Fragmentation, or Ten Thousand Goodbyes, írta: Tom Crosshill - Nanny's Day, írta: Leah Cypess - Give Her Honey When You Hear Her Scream, írta: Maria Dahvana Headley - The Bookmaking Habits of Select Species, írta: Ken Liu - Five Ways to Fall in Love on Planet Porcelain, írta: Cat Rambo |
| 2011 | Paper Menagerie (A papírsereglet) írta: Ken Liu                                                               | - Her Husband's Hands írta: Adam-Troy Castro - Mama, We are Zhenya, Your Son írta: Tom Crosshill - Movement írta: Nancy Fulda - Shipbirth írta: Aliette de Bodard - The Axiom of Choice írta: David W. Goldman - The Cartographer Wasps and the Anarchist írta: E. Lily Yu |
| 2010 | How Interesting: A Tiny Man írta: Harlan Ellison Ponies írta: Kij Johnson                                     | - Arvies írta: Adam-Troy Castro - I'm Alive, I Love You, I'll See You in Reno írta: Vylar Kaftan - The Green Book írta: Amal El-Mohtar - Ghosts of New York írta: Jennifer Pelland - Conditional Love írta: Felicity Shoulders |
| 2009 | Spar (Árbóc) írta: Kij Johnson                                                                                | - Hooves and the Hovel of Abdel Jameela írta: Saladin Ahmed - I Remember the Future írta: Michael A. Burstein - Non-Zero Probabilities írta: N. K. Jemisin - Going Deep írta James Patrick Kelly - Bridesicle írta: Will McIntosh |
| 2008 | Trophy Wives írta: Nina Kiriki Hoffman                                                                        | - The Button Bin írta: Mike Allen - The Dreaming Wind írta: Jeffrey Ford - 26 Monkeys, Also the Abyss (26 majom, no meg a pokol) írta: Kij Johnson - The Tomb Wife írta: Gwyneth Jones - Don't Stop írta: James Patrick Kelly - Mars: A Traveler’s Guide (Mars – Útikalauz turistáknak) írta: Ruth Nestvold |
| 2007 | Always (Mindörökké) írta: Karen Joy Fowler                                                                    | - Unique Chicken Goes In Reverse írta: Andy Duncan - Titanium Mike Saves the Day írta: David D. Levine - The Story of Love írta: Vera Nazarian - Captive Girl írta: Jennifer Pelland - Pride írta: Mary Turzillo |
| 2006 | Echo (Ekhó) írta: Elizabeth Hand                                                                              | - Helen Remembers the Stork Club írta: Esther M. Friesner - The Woman in Schrodinger's Wave Equations írta: Eugene Mirabelli - Henry James, This One's For You írta: Jack McDevitt - An End To All Things írta: Karina Sumner-Smith - Pip and the Fairies, írta: Theodora Goss |
| 2005 | I Live With You írta: Carol Emshwiller                                                                        | - Born Again (Fel, támadás!) írta: K. D. Wentworth - The End of the World as We Know It írta: Dale Bailey - My Mother, Dancing írta: Nancy Kress - Singing My Sister Down írta: Margo Lanagan - Still Life with Boobs írta: Anne Harris - There's a Hole in the City írta: Richard Bowes |
| 2004 | Coming to Terms írta: Eileen Gunn                                                                             | - The Strange Redemption of Sister Mary Anne írta: Mike Moscoe - Travels with My Cats (Utazások a cicáimmal) írta: Mike Resnick - Embracing-The-New írta: Benjamin Rosenbaum - In the Late December írta: Greg van Eekhout - Aloha írta: Ken Wharton |
| 2003 | What I Didn't See írta: Karen Joy Fowler                                                                      | - Knapsack Poems írta: Eleanor Arnason - The Brief History of the Dead írta: Kevin Brockmeier - Goodbye to All That írta: Harlan Ellison - Grandma írta: Carol Emshwiller - Lambing Season írta: Molly Gloss - The Last of the O-Forms írta: James Van Pelt |
| 2002 | Creature írta: Carol Emshwiller                                                                               | - Creation írta: Jeffrey Ford - Cut írta: Megan Lindholm - Nothing Ever Happens in Rock City írta: Jack McDevitt - Little Gods írta: Tim Pratt - The Dog Said Bow-Wow (Vau-vau, mondta a kutya) írta: Michael Swanwick |
| 2001 | The Cure for Everything írta: Severna Park                                                                    | - Kaddish for the Last Survivor írta: Michael A. Burstein - The Elephants on Neptune írta: Mike Resnick - Mom and Dad at the Home Front írta: Sherwood Smith - Wound the Wind írta: George Zebrowski |
| 2000 | macs írta: Terry Bisson                                                                                       | - The Fantasy Writer's Assistant írta: Jeffrey Ford - Flying Over Water írta: Ellen Klages - The Golem írta: Severna Park - Scherzo with Tyrannosaur (Scherzo Tyrannosaurusszal) írta: Michael Swanwick - You Wandered Off Like a Foolish Child To Break Your Heart and Mine írta: Pat York |
| 1999 | The Cost of Doing Business írta: Leslie What                                                                  | - Flower Kiss írta: Constance Ash - The Dead Boy at Your Window írta: Bruce Holland Rogers - Basil the Dog írta: Frances Sherwood - Radiant Doors írta: Michael Swanwick - Ancient Engines írta: Michael Swanwick |
| 1998 | Thirteen Ways to Water írta: Bruce Holland Rogers                                                             | - When the Bow Breaks írta: Steven Brust - Standing Room Only (Minden jegy elkelt) írta: Karen Joy Fowler - Fortune and Misfortune írta: Lisa Goldstein - Winter Fire írta: Geoffrey A. Landis - Tall One írta: K. D. Wentworth |
| 1997 | Sister Emily's Lightship (Emily fényhajója) írta: Jane Yolen                                                  | - The Crab Lice írta: Gregory Feeley - The Elizabeth Complex írta: Karen Joy Fowler - Itsy Bitsy Spider írta: James Patrick Kelly - The Dead (Holtak) írta: Michael Swanwick - Burning Bright írta: K. D. Wentworth |
| 1996 | A Birthday írta: Esther Friesner                                                                              | - In the Pound, Near Breaktime írta: Kent Brewster - The String (A zsineg) írta: Kathleen Ann Goonan - Five Fucks írta: Jonathan Lethem - These Shoes Strangers Have Died Of írta: Bruce Holland Rogers - In the Shade of the Slowboat Man írta: Dean Wesley Smith |
| 1995 | Death and the Librarian írta: Esther Friesner                                                                 | - Alien Jane írta: Kelley Eskridge - Grass Dancer írta: Owl Goingback - The Narcissus Plague írta: Lisa Goldstein - The Kingdom of Cats and Birds írta: Geoffrey A. Landis - The Lincoln Train írta: Maureen F. McHugh - Short Timer írta: Dave Smeds |
| 1994 | A Defense of the Social Contracts írta: Martha Soukup                                                         | - Inspiration írta: Ben Bova - None So Blind írta: Joe Haldeman - Understanding Entropy írta: Barry N. Malzberg - Virtual Love írta: Maureen F. McHugh - I Know What You're Thinking írta: Kate Wilhelm |
| 1993 | Graves írta: Joe Haldeman                                                                                     | - The Man Who Rowed Christopher Columbus Ashore írta: Harlan Ellison - All Vows írta: Esther M. Friesner - Alfred írta: Lisa Goldstein - The Good Pup írta: Bridget McKenna - The Beggar in the Living Room írta: William John Watkins |
| 1992 | Even the Queen (Még a királynő is) írta: Connie Willis                                                        | - Life Regarded as a Jigsaw Puzzle of Highly Lustrous Cats írta: Michael Bishop - Lennon Spex írta: Paul Di Filippo - The Mountain to Mohammed írta: Nancy Kress - Vinland the Dream írta: Kim Stanley Robinson - The Arbitrary Placement of Walls írta: Martha Soukup |
| 1991 | Ma Qui írta: Alan Brennert                                                                                    | - They're Made Out of Meat írta: Terry Bisson - The Dark írta: Karen Joy Fowler - Buffalo írta: John Kessel - Dog's Life írta: Martha Soukup - the button, and what you know írta: W. Gregory Stewart |
| 1990 | Bears Discover Fire (A medvék felfedezik a tüzet) írta: Terry Bisson                                          | - The Power and the Passion írta: Pat Cadigan - Lieserl írta: Karen Joy Fowler - Love and Sex Among the Invertebrates írta: Pat Murphy - Before I Wake írta: Kim Stanley Robinson - Story Child írta: Kristine Kathryn Rusch |
| 1989 | Ripples in the Dirac Sea írta: Geoffrey A. Landis                                                             | - The Adinkra Cloth írta: Mary C. Aldridge - The Ommatidium Miniatures írta: Michael Bishop - Lost Boys (Elveszett fiúk) írta: Orson Scott Card - Boobs (Bögyös) írta: Suzy McKee Charnas - Dori Bangs írta: Bruce Sterling |
| 1988 | Bible Stories for Adults, No. 17: The Deluge (Bibliai történetek felnőtteknek) írta: James Morrow             | - Voices of the Kill írta: Thomas M. Disch - Mrs. Shummel Exits a Winner írta: John Kessel - The Fort Moxie Branch írta: Jack McDevitt - Dead Men on TV írta: Pat Murphy - The Color Winter írta: Steven Popkes |
| 1987 | Forever Yours, Anna írta: Kate Wilhelm                                                                        | - Angel (Az Angyal) írta: Pat Cadigan - Kid Charlemagne írta: Paul Di Filippo - The Faithful Companion at Forty (Negyven évem hűséges társa) írta: Karen Joy Fowler - Cassandra's Photographs (Kasszandra fényképei) írta: Lisa Goldstein - Temple to a Minor Goddess írta: Susan Shwartz - Why I Left Harry's All-Night Hamburgers írta: Lawrence Watt-Evans |
| 1986 | Tangents írta: Greg Bear                                                                                      | - Robot Dreams (Robotálom) írta: Isaac Asimov - Pretty Boy Crossover írta: Pat Cadigan - Rat írta: James Patrick Kelly - The Boy Who Plaited Manes (A fiú, aki sörényeket font) írta: Nancy Springer - The Lions Are Asleep This Night írta: Howard Waldrop |
| 1985 | Out of All Them Bright Stars írta: Nancy Kress                                                                | - Paper Dragons írta: James P. Blaylock - Snow írta: John Crowley - The Gods of Mars (A Mars istenei) írta: Gardner Dozois, Jack Dann és Michael Swanwick - More Than the Sum of His Parts (Több, mint részeinek összege) írta: Joe Haldeman - Flying Saucer Rock & Roll írta: Howard Waldrop - Heirs of the Perisphere írta: Howard Waldrop - Hong's Bluff írta: William F. Wu |
| 1984 | Morning Child írta: Gardner Dozois                                                                            | - The Aliens Who Knew, I Mean, Everything] (A földönkívüliek, akik mindent, de mindent tudtak) írta: George Alec Effinger - Salvador írta: Lucius Shepard - Sunken Gardens írta: Bruce Sterling - A Cabin on the Coast írta: Gene Wolfe - The Eichmann Variations írta: George Zebrowski |
| 1983 | The Peacemaker írta: Gardner Dozois                                                                           | - Her Furry Face írta: Leigh Kennedy - Cryptic (Cryptic) írta: Jack McDevitt - Ghost Town írta: Chad Oliver - The Geometry of Narrative írta: Hilbert Schenck - Wong's Lost and Found Emporium írta: William F. Wu |
| 1982 | A Letter from the Clearys írta: Connie Willis                                                                 | - Petra írta: Greg Bear - High Steel írta: Jack C. Haldeman II és Jack Dann - Corridors írta: Barry N. Malzberg - The Pope of the Chimps írta: Robert Silverberg - God's Hooks! írta: Howard Waldrop |
| 1981 | The Bone Flute (Csontfurulya) írta: Lisa Tuttle                                                               | - Going Under írta: Jack Dann - Disciples írta: Gardner Dozois - Johnny Mnemonic (Johnny, a Kacattár) írta: William Gibson - The Quiet írta: George Guthridge - Venice Drowned írta: Kim Stanley Robinson - Zeke írta: Timothy R. Sullivan - The Pusher (A tolóember) írta: John Varley |
| 1980 | Grotto of the Dancing Deer írta: Clifford D. Simak                                                            | - Secrets of the Heart írta: Charles L. Grant - Window (Az ablak) írta: Bob Leman - War Beneath the Tree írta: Gene Wolfe - A Sunday Visit with Great-Grandfather írta: Craig Strete (visszavonva) |
| 1979 | giANTS írta: Edward Bryant                                                                                    | - Vernalfest Morning írta: Michael Bishop - Unaccompanied Sonata (Szonáta egy hangra) írta: Orson Scott Card - Red as Blood írta: Tanith Lee - The Way of Cross and Dragon (A kereszt és a sárkány útja) írta: George R. R. Martin - The Extraordinary Voyages of Amélie Bertrand írta: Joanna Russ |
| 1978 | Stone írta: Edward Bryant                                                                                     | - Cassandra (Kasszandra) írta: C. J. Cherryh - A Quiet Revolution for Death írta: Jack Dann |
| 1977 | Jeffty Is Five írta: Harlan Ellison                                                                           | - Tin Woodman írta: Dennis R. Bailey és Dave Bischoff - The Hibakusha Gallery írta: Edward Bryant - Camera Obscura írta: Thomas F. Monteleone - Air Raid írta: John Varley |
| 1976 | A Crowd of Shadows (Árnyékok között) írta: Charles L. Grant                                                   | - Tricentennial írta: Joe Haldeman - Breath's a Ware That Will Not Keep (Nem tarthatsz ki örökké) írta: Thomas F. Monteleone - Back to the Stone Age írta: Jake Saunders - Stone Circle írta: Lisa Tuttle - Mary Margaret Road-Grader írta: Howard Waldrop |
| 1975 | Catch That Zeppelin! (Érd el a Zeppelint!) írta: Fritz Leiber                                                 | - Doing Lennon (Legyek Lennon) írta: Gregory Benford - White Creatures írta: Gregory Benford - Utopia of a Tired Man (Egy megfáradt ember utópiája) írta: Jorge Luis Borges - A Scraping at the Bones írta: Algis Budrys - Attachment írta: Phyllis Eisenstein - Shatterday írta: Harlan Ellison - Find the Lady írta: Nicholas Fisk - White Wolf Calling írta: Charles L. Grant - Sail the Tide of Mourning írta: Richard A. Lupoff - Child of All Ages írta: P. J. Plauger - Growing Up in Edge City írta: Frederik Pohl - Time Deer írta: Craig Strete |
| 1974 | The Day Before the Revolution írta: Ursula K. Le Guin                                                         | - After King Kong Fell (Miután King Kong leesett) írta: Philip José Farmer - The Engine at Heartspring's Center írta: Roger Zelazny |
| 1973 | Love Is the Plan the Plan Is Death írta: James Tiptree, Jr.                                                   | - Shark írta: Edward Bryant - With Morning Comes Mistfall írta: George R. R. Martin - Wings írta: Vonda N. McIntyre - A Thing of Beauty (A szépséges műalkotás) írta: Norman Spinrad - German Invasion írta: Gene Wolfe |
| 1972 | When It Changed írta: Joanna Russ                                                                             | - On the Downhill Side írta: Harlan Ellison - Shaffery Among the Immortals írta: Frederik Pohl - When We Went to See the End of the World (Amikor elmentünk a világ végét nézni) írta: Robert Silverberg - And I Awoke and Found Me Here on the Cold Hill's Side írta: James Tiptree, Jr. - Against the Lafayette Escadrille írta: Gene Wolfe |
| 1971 | Good News from the Vatican (Jó hír a Vatikánból) írta: Robert Silverberg                                      | - Horse of Air írta: Gardner Dozois - The Last Ghost írta: Stephen Goldin - Heathen God írta: George Zebrowski |
| 1970 | nem adták ki                                                                                                  | - A Dream at Noonday írta: Gardner Dozois - By the Falls (A vízesés) írta: Harry Harrison - Entire and Perfect Chrysolite írta: R. A. Lafferty - In the Queue írta: Keith Laumer - The Creation of Bennie Good írta: James Sallis - A Cold Dark Night with Snow írta: Kate Wilhelm - The Island of Doctor Death and Other Stories (Doktor Halál szigete és más történetek) írta: Gene Wolfe |
| 1969 | Passengers (Utasok) írta: Robert Silverberg                                                                   | - Shattered Like a Glass Goblin írta: Harlan Ellison - Not Long Before the End (Nem sokkal a vége előtt) írta: Larry Niven - The Man Who Learned Loving írta: Theodore Sturgeon - The Last Flight of Dr. Ain (Dr. Ain utolsó útja) írta: James Tiptree, Jr. |
| 1968 | The Planners írta: Kate Wilhelm                                                                               | - Kyrie (Uram irgalmazz!) írta: Poul Anderson - The Dance of the Changer and the Three (A Változó és a Hármak tánca) írta: Terry Carr - Sword Game (Mese a matematikusról és a kardokról) írta: H. H. Hollis - Masks írta: Damon Knight - Idiot's Mate írta: Robert Taylor |
| 1967 | Aye, and Gomorrah… (Aye és Gomorrah) írta: Samuel R. Delany                                                   | - Earthwoman írta: Reginald Bretnor - Driftglass írta: Samuel R. Delany - Answering Service írta: Fritz Leiber - The Doctor írta: Theodore Thomas - Baby, You Were Great (Nagy voltál, baby!) írta: Kate Wilhelm |
| 1966 | The Secret Place írta: Richard McKenna                                                                        | - Man In His Time írta: Brian W. Aldiss - Light of Other Days (Régmúlt napok fénye) írta: Bob Shaw |
| 1965 | "Repent, Harlequin!" Said the Ticktockman ("Vezekelj, Harlekin!" – szólt a Tiktak-ember) írta: Harlan Ellison | - Eyes Do More Than See írta: Isaac Asimov - Founding Father írta: Isaac Asimov - Souvenir írta: J. G. Ballard - Game írta: Donald Barthelme - Lord Moon írta: Jane Beauclerk - Uncollected Works írta: Lin Carter - A Few Kindred Spirits írta: John Christopher - The House the Blakeneys Built írta: Avram Davidson - Computers Don't Argue (A komputer nem tűr ellentmondást) írta: Gordon R. Dickson - Come to Venus Melancholy írta: Thomas M. Disch - Of One Mind írta: James A. Durham - Inside Man írta: H. L. Gold - Calling Dr. Clockwork írta: Ron Goulart - Better Than Ever írta: Alex Kirs - In Our Block írta: R. A. Lafferty - Slow Tuesday Night (Lassú kedd éjszaka) írta: R. A. Lafferty - Cyclops írta: Fritz Leiber - The Good New Days írta: Fritz Leiber - The Peacock King írta: Larry McCombs és Ted White - Though a Sparrow Fall írta: Scott Nichols - Becalmed in Hell írta: Larry Niven - Wrong-Way Street írta: Larry Niven - The Mischief Maker írta: Richard Olin - A Better Mousehole írta: Edgar Pangborn - A Leader for Yesteryear" írta: Mack Reynolds - Keep Them Happy írta: Robert Rohrer - Balanced Ecology írta: James H. Schmitz - Over the River and Through the Woods (Túl a folyón és az erdőn) írta: Clifford D. Simak - The Eight Billion írta: Richard Wilson - Devil Car (A Sátán kocsija) írta: Roger Zelazny |